# Metropolitano de Ancara
O Metrô de Ancara (português brasileiro) ou Metropolitano de Ancara (português europeu) (em turco: Ankara Metrosu) é um sistema de metrô em Ancara, capital da Turquia. Possui quatro linhas, 54 estações e 64 quilômetros de extensão.

## História

### Antecedentes
As primeiras discussões sobre a implantação de um metrô na capital da Turquia ocorreram em 1969. Em 1970 o governo de Ancara contratou a empresa francesa Sofretu para elaborar junto com a empresa de transportes público de Ancara EGO um projeto de metrô para a cidade. O projeto, apresentado em 1972, previa uma rede subterrânea de 14 quilômetros e duas linhas:
- Kavaklıdere – Dışkapı
- Dikimevi-Beşevler

O governo de Ancara descartou o projeto por conta da exigência do emprego de tecnologia francesa e da incerteza da obtenção de financiamento para o projeto. Em 1978 a EGO iniciou um estudo de uma rede de metrô. Para elaborar o projeto, foi contratada a empresa de engenharia turca Yapi Merkezi. O projeto previa uma rede de 25 quilômetros. Em 1980 foi iniciada a construção do primeiro trecho, porém o projeto foi interrompido nos seus estágios iniciais por falta de aprovação oficial e projetos considerados deficientes.

### Obras e inauguração

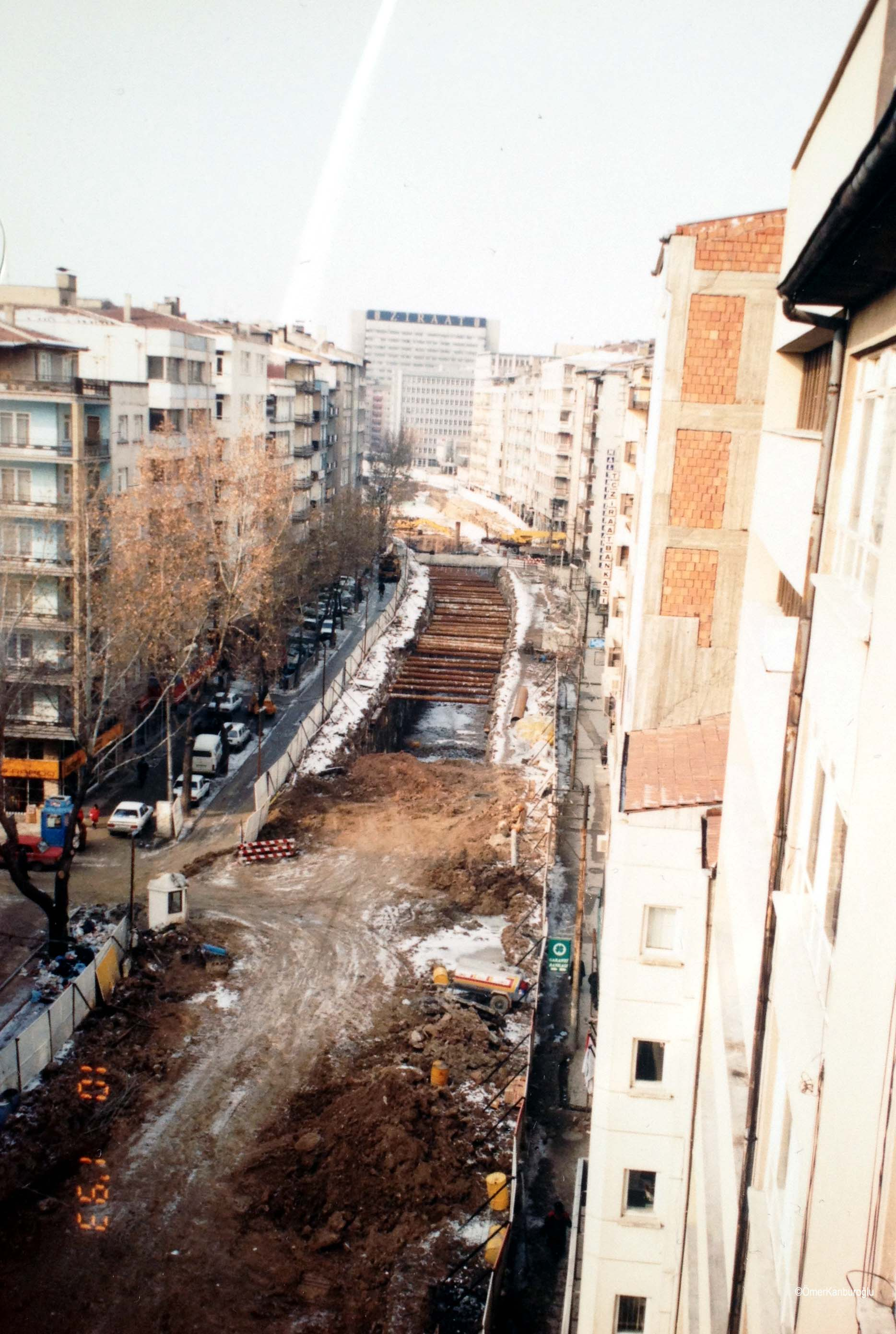
Obras do metrô de Ancara em 1993

O contrato das obras foi assinado em 6 de fevereiro de 1989, sendo contratado o consórcio formado pela empresa canadense Urban Transportation Development Corporation (UTDC) e as empresas turcas Güris Insaat ve Mühendislik (Güris) e Gama Endüstri Tesisleri Imalat ve Montaj (Gama) e previa o formato Build-Operate-Transfer para o financiamento das obras. A falta de recursos para financiamento manteve o projeto paralisado até 1992 quando o modelo de financiamento foi alterado para o Chave na mão (turn-key) e ocorreu a entrada de fundos americanos, alemães e britânicos no projeto. Em dezembro de 1992 foi assinado um novo contrato e o consórcio alterado para a entrada das empresas canadenses SNC-Lavalin e Bombardier Transportation. As obras foram reiniciadas em 29 de março de 1993.
As obras do primeiro trecho (Batkent– Kızılay), com 14,6 e 12 estações, foram inauguradas em 29 de dezembro de 1997.
Em 1997 o jornal britânico The Observer publicou uma matéria informando que a primeira-ministra Tatcher autorizou o empréstimo de 22 milhões de libras ao projeto do metrô de Ancara, apesar do governo britânico considerar o projeto antieconômico. A revelação ocorreu na esteira do escândalo de financiamento britânico ao projeto da Barragem de Pergau, na Malásia.

## Projetos de ampliação
A construção das seguintes três linhas de metro está actualmente em curso:
- Sudoeste: Kızılay-Çayyolu, 16 novas estações, 18 km
- Oeste: Batıkent-Sincan, 11 novas estações, 18 km
- Norte: Ulus-Keçiören, 6 novas estações, 7,9 km

Como uma extensão da rede para o sul, uma linha traçada de TBMM à Dikmen de 4,8 km, irá ter cinco novas estações é considerada. O Metrô de Ancara está previsto para chegar a uma capacidade de carregar de 58 000 passageiros por hora por cada direção num futuro próximo.

## Estações
| Linha | Terminais                        | Inauguração             | Extensão | Estações |
| ----- | -------------------------------- | ----------------------- | -------- | -------- |
| M1    | Batikent ↔ Kizilai               | 28 de dezembro de 1997  | 14,66 km | 12       |
| M2    | Kızılay ↔ Koru                   | 13 de março de 2014     | 16,59 km | 11       |
| M3    | Batıkent ↔ Törekent              | 12 de fevereiro de 2014 | 15,36 km | 13       |
| M4    | Atatürk Cultural Center ↔ Gazino | 5 de janeiro de 2017    | 9,22 km  | 9        |
| Total |                                  |                         | 55,83 km | 43       |

## Frota
| Imagem | Origem | Fabricante | Ano  | Frota (trens/carros) |
| ------ | ------ | ---------- | ---- | -------------------- |
|        | Canadá | Bombardier | 1995 | 36/108               |
|        | China  | CRRC       | 2014 | 57/342               |